# Kazanlaki trák sírkamra
A kazanlaki trák sírkamra Bulgária központi részén, a Kazanlak várostól északra fekvő Türbe-dombon található építmény, amelyet 1979-ben az UNESCO a világörökség részévé nyilvánított.
Az 1944-ben, egy légvédelmi óvóhely építése során felfedezett fejedelmi sírbolt egy nagyobb nekropolisz része. A trákok tumulusznak nevezett halmok alá temetkeztek; a halom nagysága az elhunyt hatalmi és vagyoni pozíciójának megfelelő méretű volt.
A kőrakatból kialakított bejárattól keskeny boltozott folyosó vezet a szintén kőből kirakott, méhkas alakú temetkező kamrába. A kamra falát az i. e. 4. századból származó, kissé provinciális stílusú hellenisztikus freskók díszítik.
A sírkamra falán a főjelenet előkelő férfit és nőt ábrázol lakomán, zenészekkel, fogattal, lovakkal. A kupola tetejét kocsiverseny, a folyosó falát csatajelenet díszítik. A sír előkelő trák család temetkezési helye lehetett.